# تعاونية سيدي بن علي (بوروطة)
تعاونية سيدي بن علي هو دُوَّار يقع بجماعة بويا عمر، إقليم قلعة السراغنة، جهة مراكش آسفي في المملكة المغربية. ينتمي الدوّار لمشيخة بوروطة التي تضم 19 دوار. يقدر عدد سكانه بـ 102 نسمة حسب الإحصاء الرسمي للسكان والسكنى لسنة 2004.

## روابط خارجية
- البوابة الوطنية للجماعات الترابية نسخة محفوظة 12 مارس 2018 على موقع واي باك مشين.
- المندوبية السامية للتخطيط